# بشورة الصيف
بشورة الصيف أو أبو دقيق الأدميرال الأحمر (بالإنجليزية: Vanessa atalanta)‏ أو (فانيسا اتالانتا) هي حشرة من حرشفيات الأجنحة تنتمي إلى فصيلة الحورائيات من أسرة نيمفالني ومن جنس بشورة. وهو نوع من الفراشات التي تمت دراست هجراتها، وتعتبر الفرشات المثالية في نوعها.

## وصف
فولكان هي فراشة متوسطة الحجم إلى كبيرة يسهل التعرف عليها، ذات لون داكن، بني إلى أسود داكن تزينها مع عزر في ثلاثة أرباع الدائرة البرتقال إلى الأحمر الساطع. طول الجناح يتغير، ويمكن أن تصل إلى 64 مم

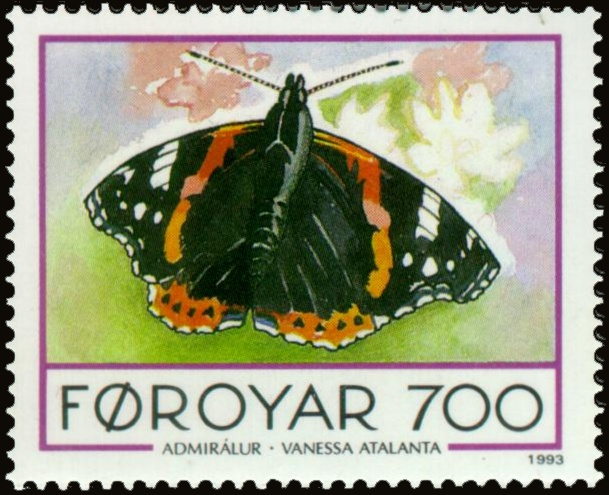
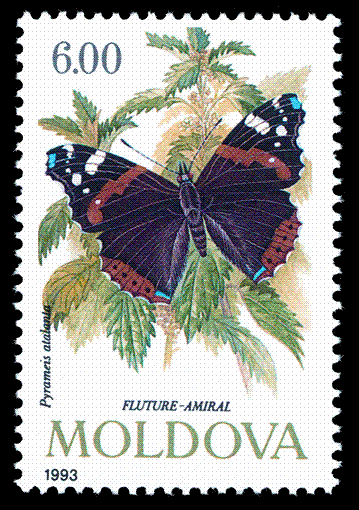